# Happy Accidents
Happy Accidents ist eine US-amerikanische Science-Fiction-Filmkomödie aus dem Jahr 2000. Regie führte Brad Anderson, der auch das Drehbuch schrieb.

## Handlung
Ruby Weaver lebt in New York City. Sie hat einige gescheiterte Beziehungen hinter sich und ist unsicher, weswegen sie regelmäßig eine Therapeutin besucht. Sie wird für den Streit mit einem Kunden entlassen.
Weaver lernt eines Tages Sam Deed kennen, dessen Verhalten ihr manchmal merkwürdig vorkommt. Sie kommt ihm näher. Es stellt sich heraus, dass Deed aus dem Jahr 2439 gekommen ist, um vor dem in dieser Zeit regierenden totalitären Regime zu fliehen. Er sollte in der Zukunft dafür bestraft werden, dass er den Tod seiner Schwester verschuldete. Weaver hat Zweifel, ob die von Deed erzählte Geschichte wahr ist.

## Kritiken
Roger Ebert schrieb in der Chicago Sun-Times vom 14. September 2001, der Film sei im Wesentlichen eine Mischung von Albernheit und Science Fiction. Die Darsteller würden das Zuschauen zum Spaß machen – beide Hauptdarsteller würden in einem Augenblick normal wirken und in einem anderen Feuer in den Augen haben.

## Auszeichnungen
Brad Anderson wurde im Jahr 2000 für einen Sonderpreis des Deauville Film Festivals nominiert. Der Film erhielt im Jahr 2001 einen Sonderpreis des National Board of Review.

## Hintergründe
Der Film wurde in New York City und in Connecticut gedreht. Seine Weltpremiere fand am 25. Januar 2000 auf dem Sundance Film Festival statt. Der Film spielte in den ausgewählten Kinos der USA ca. 689.000 US-Dollar ein.